# Melissa Rauch
Pour les articles homonymes, voir Rauch.
Melissa Rauch, née le 23 juin 1980 à Marlboro Township (en) dans l'État du New Jersey, est une actrice américaine. 
Sa renommée devient internationale avec le rôle de Bernadette Rostenkowski qu'elle interprète dans la série télévisée The Big Bang Theory.
Au cinéma, elle prête sa voix dans plusieurs films d’animations tel que Francine dans L'Âge de glace : Les Lois de l'Univers ou encore celle de Harley Quinn dans Batman et Harley Quinn.

## Biographie

### Vie personnelle
Melissa Rauch est née à Marlboro Township (en), dans le New Jersey. Elle est la fille de Susan et David Rauch, de confession juive,.
Elle a fait ses études à Manhattan, au Marymount Manhattan College, qu'elle a achevées par un baccalauréat en beaux-arts.

### Carrière
Tandis que Melissa Rauch n'était encore qu'étudiante, elle se distingua dans des monologues comiques autour de Manhattan, et se fit rapidement un nom dans le tout New York.
En particulier, son spectacle L'Éducation manquée de Jenna Bush (The Miss Education of Jenna Bush), qui met en scène la fille de l'ancien président américain Bush, fut unanimement acclamé par la critique, et donné à guichet fermé.
À partir de 2009, elle incarne le rôle de Bernadette Rostenkowski dans la sitcom américaine produite par CBS The Big Bang Theory. Le personnage apparut au cours de la troisième saison de la série, pour évoluer de petite amie à fiancée, puis épouse d'Howard Wolowitz.

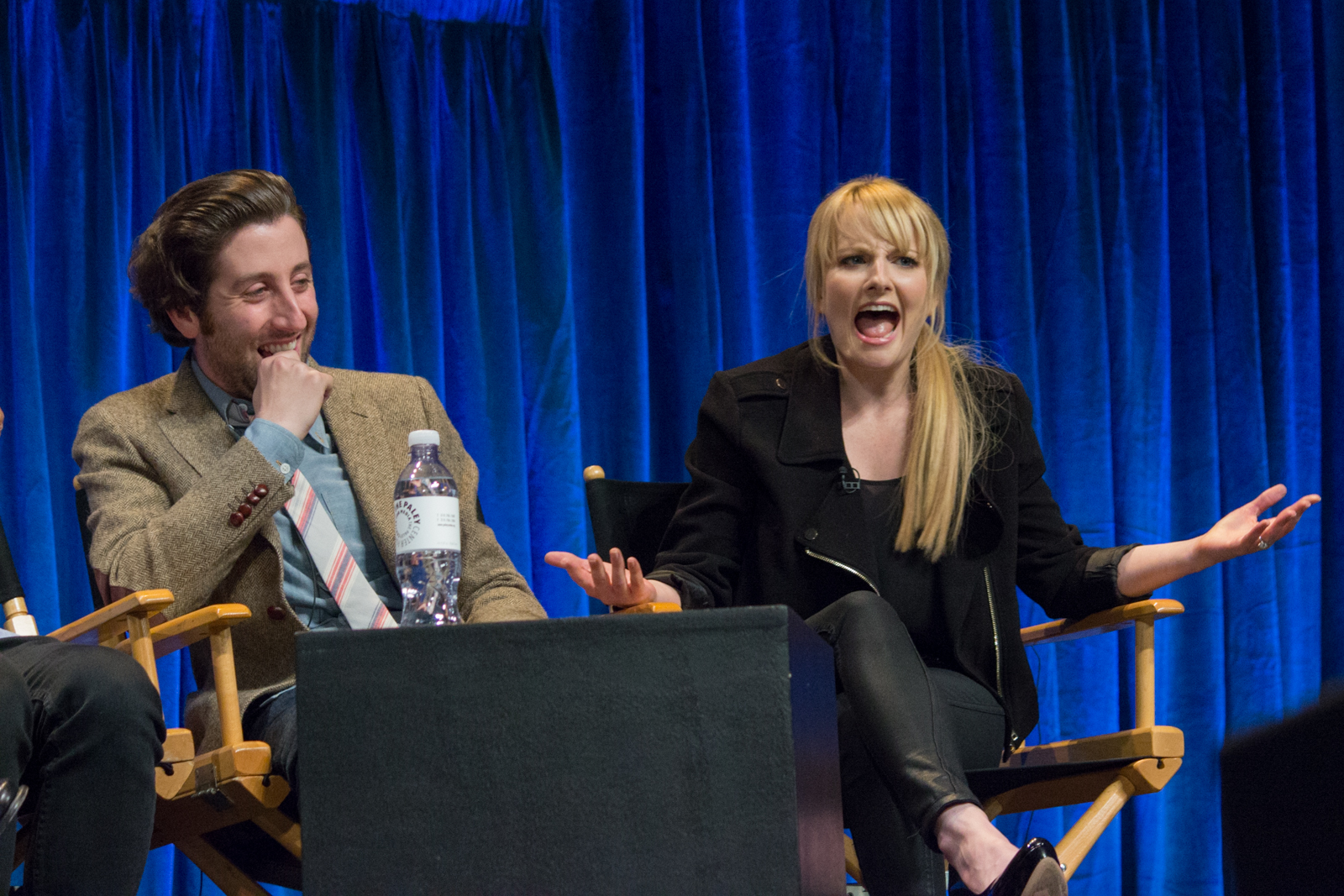
Melissa Rauch et Simon Helberg en 2013.

Le 14 décembre 2011, elle a été nommée, avec toute l'équipe de The Big Bang Theory, au Screen Actors Guild Award dans la catégorie de la « meilleure distribution pour une série télévisée comique ».
Elle a participé, depuis, à plusieurs productions pour la télévision, parmi lesquelles : True Blood, où elle interprète en 2010 le personnage de Summer, l'émission Best Week Ever (en) sur la chaîne VH1, la version américaine de la série Kath & Kim (en), ou encore les séries The Office, Dirty Sexy Money et le film I Love You, Man.
En 2011, elle figura à l'affiche de la pièce de théâtre The Realest Real Housewive, aux côtés de Casey Wilson, June Diane Raphael, Jessica St. Clair et Danielle Schneider (en), qui fut montée et mise en scène à l'Upright Citizens Brigade Theatre (en).

### Vie privée
Le 11 octobre 2007, Melissa Rauch épouse l'écrivain américain Winston Rauch (né Beigel, le 20 février 1979) au bout d'un an de relation. Ils ont deux enfants : Sadie Beigel (née le 4 décembre 2017) et Brooks Beigel (né le 4 mai 2020).
Melissa Rauch a un frère, Ben Rauch, qui est acteur et musicien.

## Filmographie

### Cinéma
- 2006 : Delirious : Megan
- 2009 : I Love You, Man : Femme criant à Sydney
- 2009 : The Condom Killer (court-métrage) : Audra
- 2013 : In Lieu of Flowers : Carrie
- 2013 : Amis pour la vie (Are You Here) de Matthew Weiner : Marie
- 2015 : Cœur de bronze (The Bronze) : Hope Annabelle Greggory
- 2015 : Flock of Dudes (en) : Jamie
- 2016 : L'Âge de glace : Les Lois de l'Univers : Francine (voix)
- 2017 : Batman et Harley Quinn (Batman and Harley Quinn) : Harley Quinn (voix)
- 2019 : The Laundromat : L'Affaire des Panama Papers (The Laundromat) de Steven Soderbergh : Melanie
- 2019 : Ode to Joy : Bethany

### Télévision
- 2007 : 12 Miles of Bad Road (en) (série télévisée) : Bethany
- 2008 - 2009 : Kath & Kim (en) (série télévisée) : Tina
- 2009-2019 : The Big Bang Theory (série télévisée) : Bernadette Rostenkowski (209 épisodes)
- 2010 : The Office (série télévisée) : Cathy
- 2010 : True Blood (série télévisée) : Summer
- 2010 : Wright vs. Wrong (téléfilm) : Daisy Cake
- 2014 : Teenage Fairytale Dropouts (en) (série télévisée) : Miss Macabre (voix)
- 2014 : The Hotwives (série télévisée) : Calliope
- 2015 : Princesse Sofia (série télévisée) : Marraine de Ruby (voix)
- 2022 : Firebuds: Premier Secours : Beth Bayani (voix)
- 2023 - 2025 : Night Court (en) (série télévisée) : Abby Stone